# 264P/Larsen
264P/Larsen est une comète périodique du système solaire, découverte le 22 avril 2004 par Jeffrey A. Larsen.